# Gravatá (Pernambuco)
Gravatá is een gemeente in de Braziliaanse deelstaat Pernambuco. De gemeente telt 75.229 inwoners (schatting 2009).
De gemeente grenst aan Passira, Bezerros, Pombos, Chã Grande, Amaraji, Cortês, Barra de Guabiraba en Sairé.